# Гернесанд (комуна)
Комуна Гернесанд (швед. Härnösands kommun) — адміністративно-територіальна одиниця місцевого самоврядування, що розташована в лені Вестерноррланд у північній Швеції на узбережжі Ботнічної затоки.
Гернесанд 106-а за величиною території комуна Швеції. Адміністративний центр комуни — місто Гернесанд.

## Населення
Населення становить 24 415 чоловік (станом на вересень 2012 року). 
| Кількість населення комуни Гернесанд за 1970-2010 роки | Кількість населення комуни Гернесанд за 1970-2010 роки | Кількість населення комуни Гернесанд за 1970-2010 роки | Кількість населення комуни Гернесанд за 1970-2010 роки | Кількість населення комуни Гернесанд за 1970-2010 роки |
| ------------------------------------------------------ | ------------------------------------------------------ | ------------------------------------------------------ | ------------------------------------------------------ | ------------------------------------------------------ |
| Рік                                                    |                                                        |                                                        | Населення                                              |                                                        |
| 1970                                                   | 1970                                                   |                                                        | 26 953                                                 | 26 953                                                 |
| 1975                                                   | 1975                                                   |                                                        | 27 051                                                 | 27 051                                                 |
| 1980                                                   | 1980                                                   |                                                        | 27 756                                                 | 27 756                                                 |
| 1985                                                   | 1985                                                   |                                                        | 27 338                                                 | 27 338                                                 |
| 1990                                                   | 1990                                                   |                                                        | 27 446                                                 | 27 446                                                 |
| 1995                                                   | 1995                                                   |                                                        | 27 326                                                 | 27 326                                                 |
| 2000                                                   | 2000                                                   |                                                        | 25 493                                                 | 25 493                                                 |
| 2005                                                   | 2005                                                   |                                                        | 25 227                                                 | 25 227                                                 |
| 2010                                                   | 2010                                                   |                                                        | 24 611                                                 | 24 611                                                 |
| Джерело: SCB                                           |                                                        |                                                        |                                                        |                                                        |

## Населені пункти
Комуні підпорядковано 4 міські поселення (tätort) та 13 сільських, більші з яких:
- Гернесанд (Härnösand)
- Рамвік (Ramvik)
- Утанше (Utansjö)
- Еландсбру (Älandsbro)

## Галерея

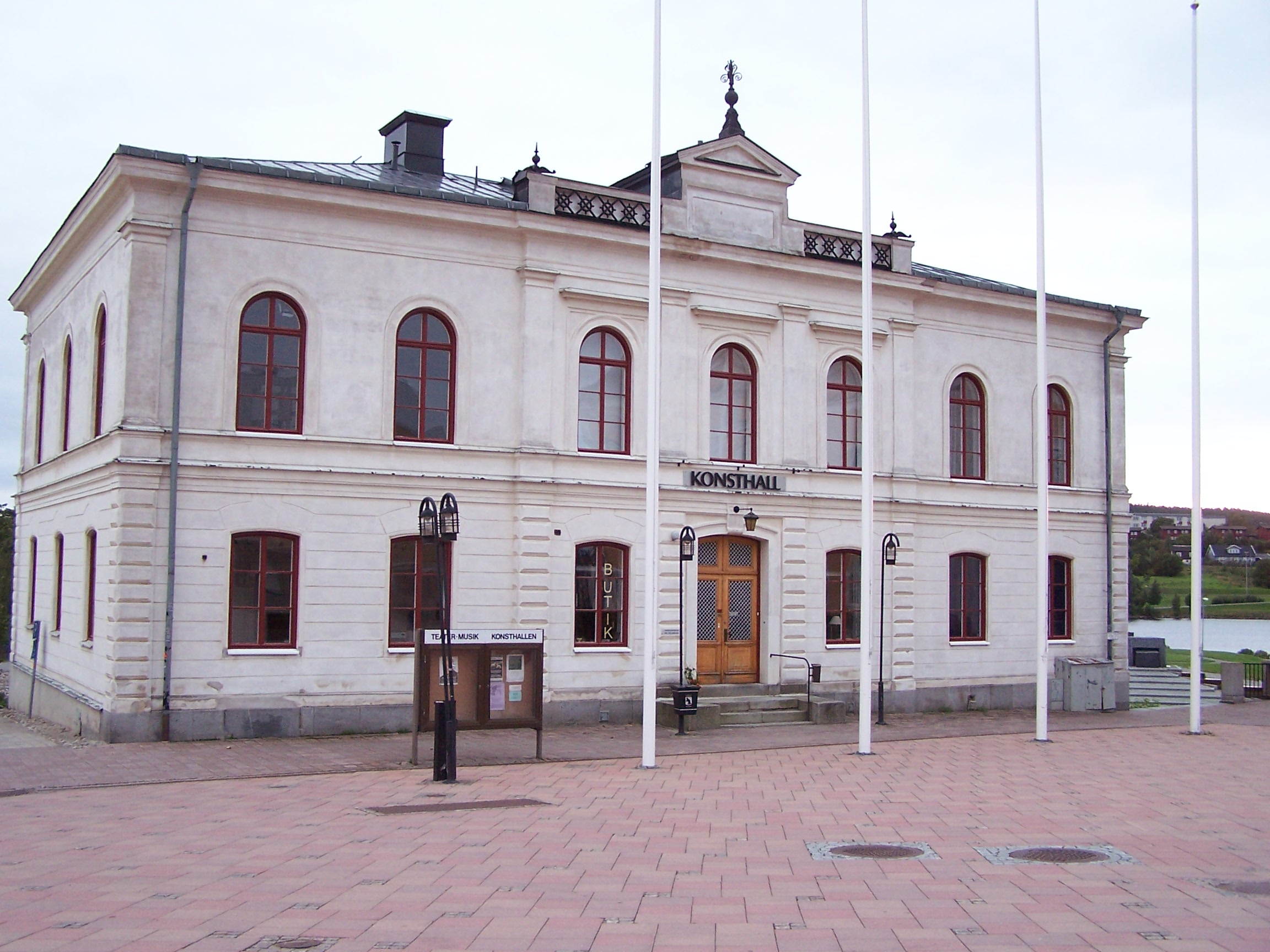
Художня галерея (Гернесанд)
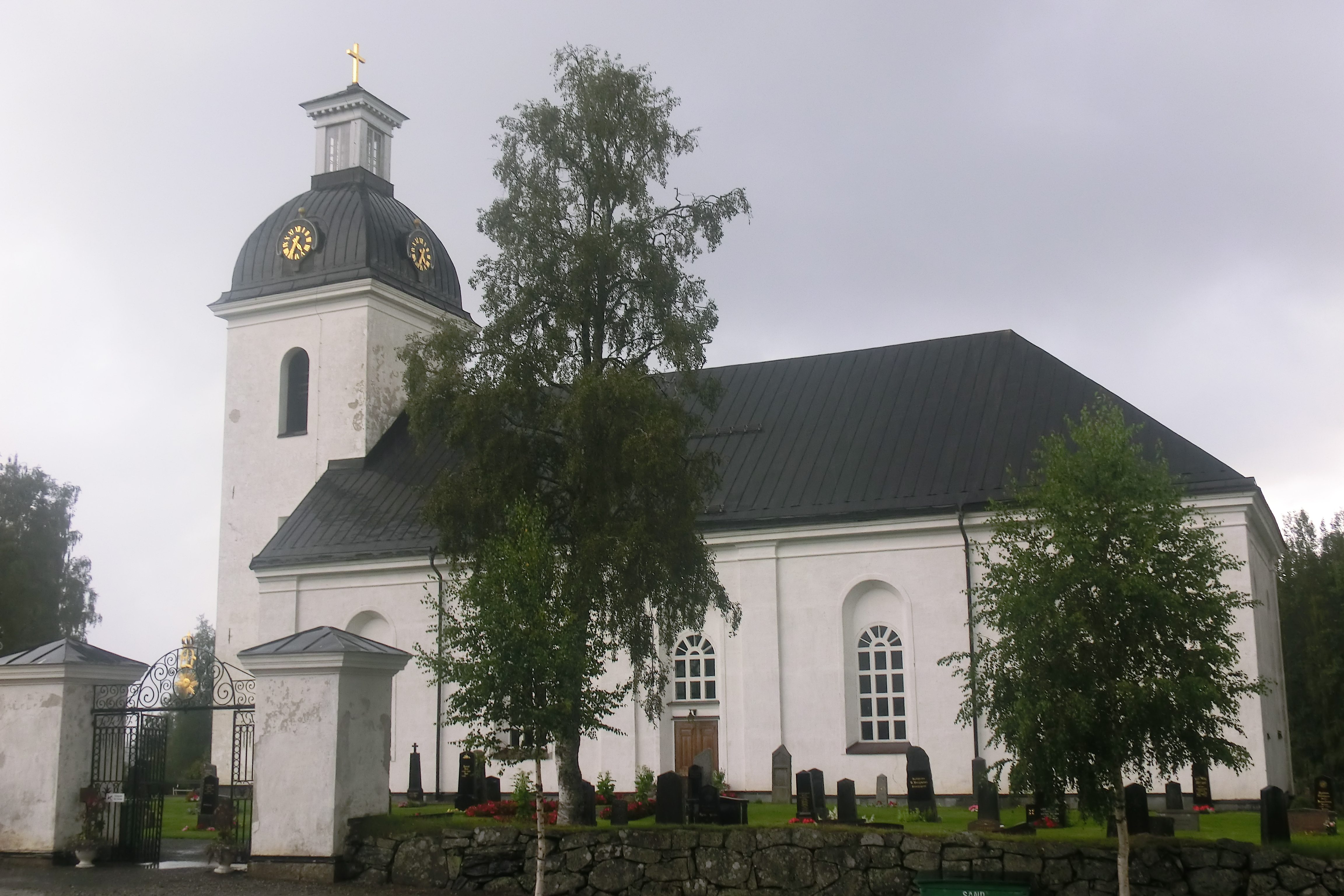
Церква (Стігше)
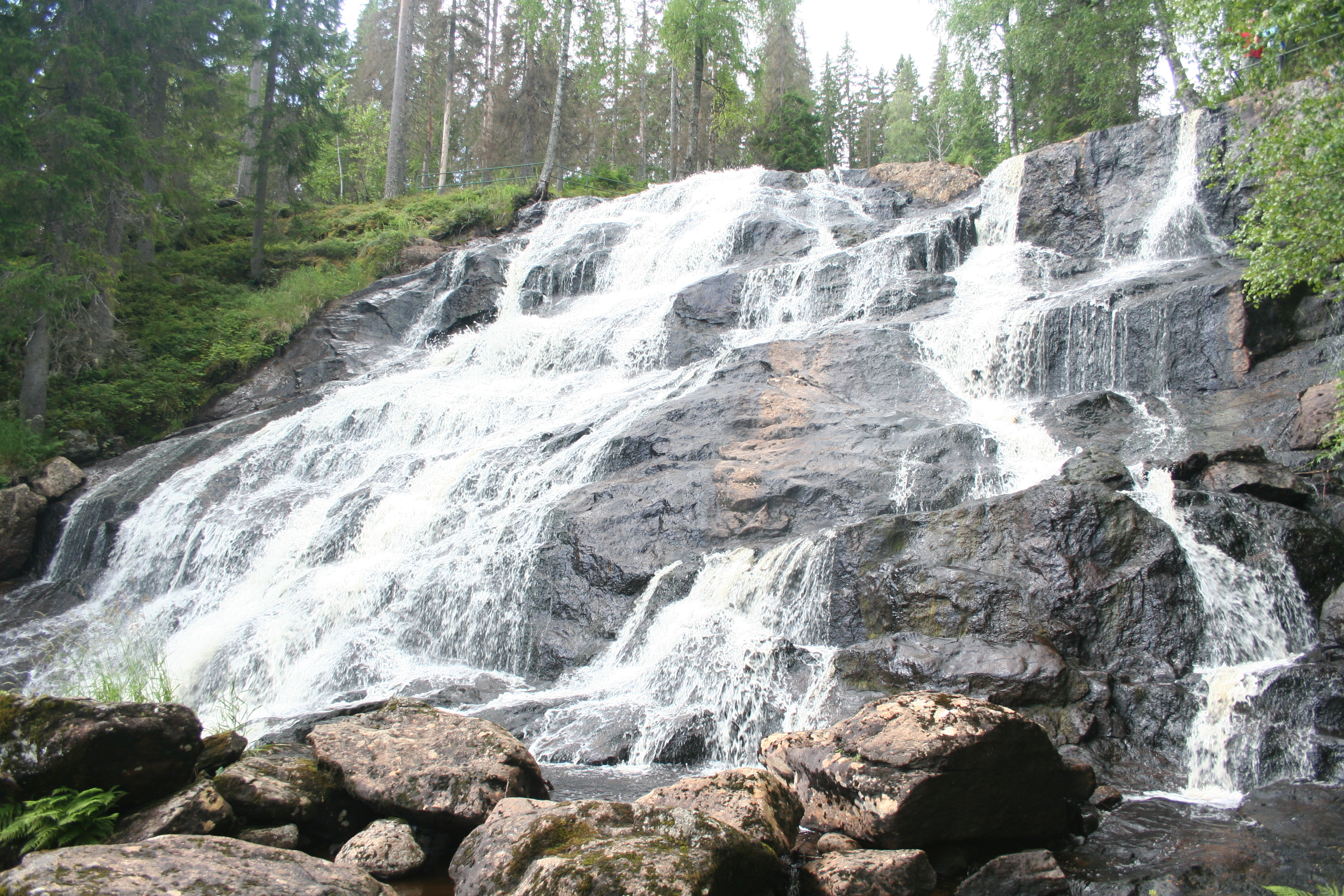
Водоспад Вестанофаллет
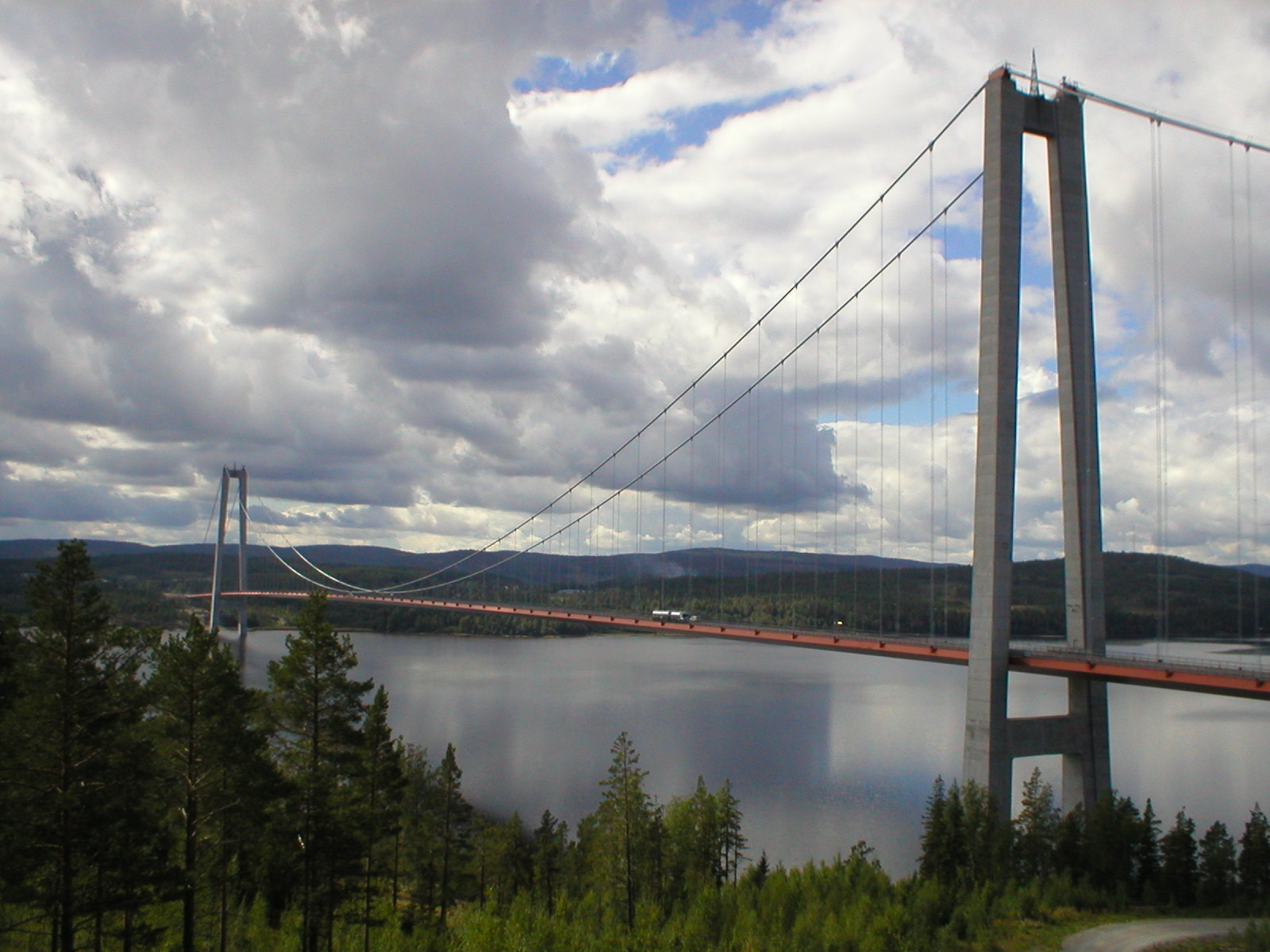
Найдовший у Швеції підвісний міст

## Виноски
1. ↑  Andersson P. Sveriges kommunindelning 1863-1993 — Mjölby: Draking, 1993. — 132 с. — ISBN 978-91-87784-05-7
2. ↑  https://www.allehanda.se/2018-11-26/dramatiskt-fullmaktige-i-harnosand-anders-gafvert-rostades-bort-ett-svek-mot-demokratin/
3. ↑  https://yippieharnosand.se/innehall/reportage/i-huvudet-pa-sig-britt/
4. ↑  Folkmangd i riket, lan och kommuner (шв.) . Центральне бюро статистики Швеції. Архів оригіналу за 20 серпня 2013. Процитовано 30 січня 2013.